# Афанасьєв Микола Михайлович
Микола Михайлович Афанасьєв (14 листопада 1916, Петроград — 15 березня 2009) — один з найвизначніших конструкторів стрілецького озброєння СРСР та світу.

## Біографія
Народився в 1916 року в Санкт-Петербурзі (Петрограді), закінчив технікум механізації сільського господарства. Під час строкової служби в армії запропонував кілька варіантів стрілецького озброєння, внаслідок чого був направлений для теоретичної підготовки та подальшої роботи в Тульське ЦКБ-14.
Під час Німецько-радянської війни у 1943 року розробив пристосування для запобігання подвійного заряджання міномета. Основи даної розробки використовуються в мінометах до цього дня.
Після війни брав участь у розробці 12,7 мм авіаційного кулемета А-12, 7 (Афанасьєв-12, 7), авіаційної гармати АМ-23 (Афанасьєв-Макаров — 23 мм), багатьох інших проектах Тульського ЦКИБ СОО, брав участь у конкурсах на розробку пістолета-кулемета (ПП «Кипарис»), нового автомата (ДКР «Абакан»)
З 1960 року Н. М. Афанасьєв працював у ЦКИБ СОО (м. Тула). Обіймав посади начальника та головного конструктора відділу, провідного конструктора.

## Розробки
- А-12, 7 (Афанасьєв-12, 7)
- авіаційної гармати АМ-23
- ПП «Кипарис»
- ДКР «Абакан»

## Нагороди та Звання
- За досягнуті успіхи в області проектування авіаційного стрілецько-гарматного озброєння Миколі Михайловичу Афанасьєву присвоєно звання Героя Соціалістичної Праці.
- Нагороджений двома орденами Леніна, орденом Жовтневої Революції, орденом Вітчизняної війни II ступеня, багатьма медалями.
- Присуджені Державна премія СРСР і премія ім. С. І. Мосіна.
- Заслужений винахідник РРФСР.